# Zwiesek okienny
Zwiesek okienny, tanecznica okienna (Scenopinus fenestralis) – gatunek muchówki z podrzędu krótkoczułkich i rodziny zwieskowatych.
Gatunek ten opisany został w 1758 roku przez Karola Linneusza jako Musca fenestralis.
Muchówka o ciele długości od 4,5 do 7 mm, czarno lub ciemnobrunatno ubarwionym. Głowa jest półkulista, u samca holoptyczna, a u samicy dychoptyczna. Czoło samicy jest chropowate i pozbawione rowka. Czułki mają wydłużony ostatni człon o takiej samej szerokości na całej długości. Śródplecze jest pozbawione opylenia. Skrzydła są prawie całkiem przezroczyste. Przezmianki mogą być od białych po brunatne. Odnóża są żółtobrunatne z ciemnobrunatnymi stopami. U samca pazurki są znacznie krótsze niż pierwszy człon stopy. Odwłok ma ostatni segment w przypadku samicy płaski i u szczytu zaostrzony, a w przypadku samca kulisty i opatrzony dwoma wyrostkami.
Owad kosmopolityczny, synantropijny, znany także z Polski, gdzie owady dorosłe aktywne są od czerwca do sierpnia. W naturze spotkać je można na roślinach i kwiatach. Częściej notowane są w mieszkaniach, gdzie chętnie przebywają zwłaszcza na szybach. Kopulują tuż po opuszczeniu poczwarek, a samce giną wkrótce po kopulacji. Zapłodnione samice pomiędzy godziną 12 a 16 zaczynają szybko biegać, czyszcząc sobie od czasu do czasu skrzydła i przystając by wyrzuć porcje, składające się z 8 do 10 jaj. Jedna samica w ciągu około pół godziny złożyć ich może do 120. Larwy rozwijają się w miejscach suchych. W naturze są to gniazda ptaków i ssaków. W mieszkaniach wybierają kąty, szpary podłóg, dywany czy ubrania. Cykl rozwojowy trwa 1,5–2 lata.